# Vrbice (kraj środkowoczeski)
Vrbice – gmina w Czechach, w powiecie Nymburk, w kraju środkowoczeskim. Według danych z dnia 1 stycznia 2013 liczyła 172 mieszkańców.